# Orden der Eintracht (Schwarzburg)
Der Orden der Eintracht (französisch Ordre de la Concorde) war ein Hausorden des Fürstenhauses Schwarzburg-Rudolstadt.
Gestiftet wurde der Orden vom Fürsten Wilhelm Ludwig (1696–1757), dem fünften Kind von Fürst Ludwig Friedrich I. im Jahr 1718 in Gräfinau. Stiftungszweck war die Beförderung von Wissenschaft, Literatur und Kunst, aufgenommen werden konnten Adlige und Nichtadlige unabhängig vom Geschlecht.
Die Statuten sahen vor, dass die Ordensritter sich einen Namen zulegten, unter dem sie Schriften wissenschaftlicher oder literarischer Art veröffentlichen sollten. Weiterhin war Ordensgesetz, Armen zu helfen und Künstler zu unterstützen.
Am 10. November 1746 erneuerte der Stifter diesen Orden und führte eine Ordenstracht ein. Der gewählte Termin war der Geburtstag seiner Schwester Sophia Juliane von Schwarzburg-Rudolstadt, Dechantin von Gandersheim, die er zur Ordensmeisterin ernannte. Nach dem anschließenden Festmahl versammelten sich die Mitglieder im Tabakskollegium, um die Tagesordnung der nächsten Sitzung festzulegen. Diese fand jedoch nicht statt, da der Orden nach dem Tod des Stifters am 26. September 1757 unterging.

## Ordensdekoration
Das Ordenszeichen war eine goldene oder weiß emaillierte Weltkugel mit einem lateinischen Kreuz und von den Buchstaben V.L.B.E. umgeben, die von jedem neuen Mitglied interpretiert werden mussten. Das Ordensband war blau.